# 四氟合铍酸铵
四氟合铍酸铵是一种配位化合物，化学式为(NH4)2BeF4。它可由氟化铵和氢氧化铍反应制得：
{\displaystyle \mathrm {4\ NH_{4}F+Be(OH)_{2}\longrightarrow (NH_{4})_{2}[BeF_{4}]+2\ NH_{4}OH} }
它可以以正交晶系Pnma空间群结晶，其晶体结构中含有四面体构型的铵根离子及[BeF4]2−。它在230~260 °C分解为NH4BeF3，在270 °C以上分解为BeF2。